# Templeux-le-Guérard
Templeux-le-Guérard är en kommun i departementet Somme i regionen Hauts-de-France i norra Frankrike. Kommunen ligger i kantonen Roisel som tillhör arrondissementet Péronne. År 2022 hade Templeux-le-Guérard 196 invånare.

## Befolkningsutveckling
Antalet invånare i kommunen Templeux-le-Guérard
| Referens: INSEE |